# Leduc 0.21
Leduc 0.21 je bil eksperimentalni ramjet zrakoplov, ki so ga zgradili leta 1953 v Franciji. Namen je bil raziskovati pogon s potisno cevjo. 0.21 je precej podoben predhodniku Leduc 0.10, je pa okrog 30 % večji. 0.21 ni imel možnosti samostojnega vzleta, zato ga je bilo treba lansirati z nosilnega letala. Zgradili so dva prototipa, ki so jih testirali v letih 1953−1956. Izvedli so okrog 284 letov. Največja hitrost je bila 0,95 Macha – ramjeti se sicer po navadi uporabljajo za nadzvočne hitrosti.

## Specifikacije
- Posadka: 1
- Dolžina: 12,50 m (41 ft 0 in)
- Razpon kril: 11,60 m (38 ft 1 in)
- Površina kril: 22,0 m2 (237 ft2)
- Prazna teža: 3300 kg (7260 lb)
- Gros teža: 6000 kg (13200 lb)
- Motor: 1 × Leduc ramjet, 63,7 kN (14300 lbf) potiska
- Največja hitrost: 900 km/h (560 mph)